# Afonso Florence
Afonso Bandeira Florence (Salvador, 15 de outubro de 1960) é um historiador, professor universitário e político brasileiro. Deputado federal desde 2011 pelo Partido dos Trabalhadores, é secretário da Casa Civil da Bahia desde 2023.

## Biografia
Florence é graduado em história pela Faculdade de Filosofia e Ciências Humanas da Universidade Federal da Bahia, instituição que trabalhou como técnico administrativo entre 1981 a 2001, e foi professor da Universidade Católica do Salvador, entre 1994 e 2007, quando deixou o cargo para assumir a Secretaria de Desenvolvimento Urbano da Bahia. 
Pertence à corrente democrática socialista do Partido dos Trabalhadores, foi secretário no primeiro mandato do governo Jaques Wagner, ocupando tal tarefa até 2010, quando foi eleito deputado federal. No ano seguinte, empossado deputado, se tornou ministro do Desenvolvimento Agrário do governo da então presidenta Dilma Rousseff, cargo ocupado até 14 de março de 2012, quando deixa o Ministério.
Em abril de 2017, votou contra a Reforma Trabalhista. Em agosto de 2017, votou a favor do processo em que se pedia abertura de investigação do então Presidente Michel Temer. Em outubro de 2022 foi reeleito para seu quarto mandato como deputado federal pela Bahia, com 118.021 votos.